# Leonardo Vittorio Arena
Leonardo Vittorio Arena (Ripatransone, 1953) es un filósofo, orientalista, historiador de las religiones y ensayista italiano.
Leonardo Vittorio Arena enseña "Religiones y filosofías de Asia Oriental" e "Historia de la filosofía moderna y contemporánea" en la Universidad de Urbino. Filósofo y estudioso de la "cultura oriental", el budismo zen y el taoísmo, temas sobre los que ha dedicado una gran producción de no ficción, también es autor de novelas y traducciones sobre los mismos temas. Enseña técnicas de meditación extraídas de las prácticas budistas. Colabora en los programas religiosos de la Radio Suiza.

## Pensamiento
Su punto de vista filosófico se expone principalmente en las dos obras Sinsentido o el sentido de la vida,(2013) y Notas sobre el borde de la nada, (2013), en las que propone una síntesis de la gran filosofía oriental y la occidental, en particular respecto a Nietzsche, Wittgenstein, Zhuangzi y el Budismo Zen .
El sinsentido como lo entiende en la obra Sinsentido o el significado de la vida, debe entenderse como el objetivo de toda investigación filosófica auténtica, realizando la "destrucción de opiniones" sobre la base del budismo. La filosofía del sinsentido no es una teoría, sino un instrumento que, como la balsa del budismo o la escala de Wittgenstein, sirve para llegar a una especie de conciencia especial, solo para dejarla a un lado en silencio. El punto de partida es que no es posible formular una filosofía sin contradicciones. En las páginas de cada filósofo está la incoherencia. Tomando todas las consecuencias lógicas de cada filosofía, se atestigua la contradicción.
El idealismo, la base de cada filosofía, debe resultar en un vacío y en el absurdo, donde desarrolla su principio básico, que es existencial incluso antes teórico, según el cual el mundo es la representación del sujeto o de una mente cósmica. La posición del sinsentido  nos urge a reconocer que las cosas son así (Tathatā), es decir, se caracterizan por una desnudez que no puede ser interpretada o expresada a través de ninguna doctrina u opinión.
No hay ningún significado oculto, y todo el que hay está aquí, directamente accesible en la vida diaria del hombre común, y la iluminación está presente. La herramienta es el arte, especialmente la música en dirección al no-sonido, ya tan caro a John Cage en su composición 4'33", al que Arena dedica un largo debate, en su obra La duración infinita del no-sonido. El mismo tema es retomado y ampliado en El tao del no-sonido, así como en el análisis de algunos de los solistas o grupos de música contemporánea, como John Lennon David Sylvian, Brian Eno, Robert Wyatt, Giacinto Scelsi y Ryuichi Sakamoto. La música y la filosofía se cruzan, ambos son medios de conocimiento, incluso intercambiables. Arena está influenciado por la generación beat, y su interés permanente hacia Oriente, los Beatles y a los grandes grupos de rock de los 60 y 70.
En la poesía, el haiku expresa el yugen, un sentido de "profundidad misteriosa" que coexiste con la simplicidad del "aquí y ahora". Sinsentido implica la superación de los opuestos, por lo que permite llegar a la no-dualidad, más allá de la lógica formal de Aristóteles, y pretende capturar y congelar en una articulación sistemática de la evolución caótica de la vida. Como Nagarjuna, y Wittgenstein, la lógica de Arena puede usarse para invalidarse sí misma, pero en la dimensión radical de la koan, como la concebida en el Zen. La enseñanza se transmite a través de una especie de empatía o comunicación enérgica entre el maestro y el alumno - de baraka en el sentido que el término adquiere en el sufismo - transmitido por el silencio y el no sonido.
En sus Notas sobre el borde de la nada, Arena retoma la posición de Bodhidharma, en el "no sabe, no hay distinción" (Fushiki), en la dirección epistemológica y hermenéutica, haciendo hincapié en la complejidad de propagación del sin sentido, que intenta a través de una síntesis de varias figuras de la filosofía oriental y occidental, entre las cuales destaca a Max Stirner, Pessoa  y los maestros del taoísmo, especialmente Zhuangzi. El Sinsentido propone un nihilismo constructivo, donde los "motivos" de todo se conciben a través del modo unilateral de privativum nihil, negativum u objetivados. Arena invierte la conclusión del Tractatus Logico-Philosophicus: "De todo lo que uno debe callar es necesario hablar."
Arena propone sondear el sinsentido a través del desnudo, una comprensión que resulta en la no comprensión y la falta de pensamiento, mucho más fructífera de lo que la reflexión lógico-formal le ha dado a Occidente. Nietzsche, Bob Dylan y los maestros Zen son su principal fuente de inspiración en el tono de una filosofía no académico, enemiga del dogmatismo y la necrofilia de la teorización. La música electrónica contemporánea parece particularmente adecuada para probar la desnudez, en los modos de la improvisación radical, a la cual Arena también dedica una actividad de concierto con su grupo Atman Sound Project.
Arena ha publicado una serie de libros electrónicos de análisis de los profesores y filósofos a la luz de las categorías del sinsentido.
Su producción de novelas se inició con La linterna y la espada, donde Arena analiza la figura de Qinshi Huangdi, el primer emperador de China, famoso por la unificación de la lengua, el país y el fuerte impulso dado a la construcción de la Gran Muralla, pero también por la quema de los libros, que inspiró a Ray Bradbury en Farenheit 451, y otras crueldades. La producción literaria continuó con otra novela, La emperatriz y dragón (reeditado como El Tao del Sexo), que recuerda a otra figura muy discutida, esta vez de la China medieval, Wu Zhao, quien reinó por sí misma y no como una simple emperatriz viuda, también famosa por sus excesos y pasiones sexuales. También de esta figura Arena da un retrato sin juicios moralistas y examina sus aspectos multiformes, como del primer emperador. 
En The Black Order, republicado como The Swastika on Tibet, relata la expedición de Schaefer, en busca de los orígenes de la raza humana y de inefables secretos mágicos. En el grupo de nazis, también está el filósofo Leonard Mayer, en busca del secreto de la mente. En El valor de los samuráis, se habla de Minamoto Yoshitsune, un desafortunado y valiente samurai, hostil a su hermano Yoritomo. En la novela, La cuerda y la serpiente, Arena escribe una novela experimental donde la trama es una excusa, y se observa la influencia de William Burroughs - también Lovecraft, en algunos aspectos. En la obra se habla de Atlántida, un mundo sumergido, destruido por una catástrofe, en el que el protagonista L., dará vida a una nueva especie humana.
Arena ofrece una versión personal de la meditación en su obra The Way of Awakening, Manual of Meditation. Se inspira en el budismo, Vipassana y Zen, el Sufismo y Gurdjieff, desde la psicología analítica de Jung (Libro Rojo) y el trabajo sobre la hipnosis de Milton Erickson. Una meditación que a veces lleva a estados alterados de conciencia y nos permite examinar el sinsentido al desnudo, la piedra angular de la visión filosófica de Arena. Una meditación que tiene su apoyo en la música, que no solo es el fondo, sino también la base para profundizar las ideas que surgen. "Difícil separar la música de la meditación", escribe Arena, "una es la puerta a la otra". El propósito de la meditación es también recurrir a lo que no es sonido, una categoría que Arena había explorado en los estudios antes mencionados sobre John Cage y Brian Eno. Una meditación que se basa en Oriente, pero atesora las conquistas psicológicas y espirituales de Occidente. Para indicar la modalidad filosófica de la práctica, Arena propone una metáfora: "La meditación está presionando el botón de la conciencia".

## Citas

### DeBuda, 1996[16]
- El Buda fue el promotor de una enseñanza simple y directa, dirigida a la liberación y libre de adornos teóricos: su intención era puramente pragmática. Su desconfianza hacia las diversas posiciones especulativas, que pueden reducirse a meras opiniones, es bien conocida. (p.26)
- Si uno quisiera resumir la esencia del budismo en una frase, solo podría ser esta: todo lo que es transitorio es doloroso.
- De hecho, después de todo, el sufrimiento (dukkha) no es más que fugacidad. (p.27)
- La Doctrina (Dhamma) nos permite dibujar una condición en la cual el sufrimiento ya no puede echar raíces, ya que la eternidad es aceptada. La Nibbàna, liberación, no es más que este estado imperecedero, alejado del devenir de las cosas. (p.27)
- Después de todo, nibbàna no es un concepto: es por eso que el intento de ilustrarlo a través del lenguaje y la lógica se presta a varios malentendidos. Algunos budistas lo entienden literalmente: como un estado de "extinción", comparable a la extinción de una llama. Sin embargo, el Buda a menudo criticaba a los defensores de la interpretación nihilista: el nibbàna no debe concebirse como una nada pura. [...] no designa el abismo de un vacío, ni una dimensión mundana comparable a las existentes: uno simplemente puede decir que el dolor es definitivamente eliminado. (pp. 72-73)
- El Maestro quería provocar nuestro espíritu crítico para que al estudiar su doctrina pudiéramos sondearnos. [...] La necesidad de tal orientación se cumplió en el Gran Vehículo. Por ejemplo, un pasaje importante de una colección de Ch'an, una escuela de budismo chino, indica la necesidad de liberarse del apego al Dhamma. Hasta que el Dhamma también sea olvidado, el sentido del yo todavía se cultiva, esa es la ilusión de constituir una individualidad separada hacia las criaturas. Uno se apega a una visión, a una opinión, y uno no puede unirse, en perfecta compasión, a todos los seres. (p.88)

### DeIntroducción y comentario al Yogasutra, 2014[17]
- Patañjali parece orientarse en un camino "kantiano": es necesario entender que el conocimiento es imputable a un sujeto; pero esta actividad no es creativa y debe tener en cuenta un mundo objetivamente existente. (pp. 10-11)
- El yoga implica un subjetivismo sin objeto, cuestionando las componentes transpersonales del ser. El yo, el centro de una identidad que no es solo nuestra, está desnudo. (p.44)
- Todo el trabajo es un tratado sobre la percepción, sobre modalidades cognitivas óptimas que reemplazan a las erróneas. (p.55)

## Obras
- Nietzsche-Wagner-Schopenhauer (Fermo, 1981)
- Il Vaisheshika Sutra di Kanada (Quattroventi, 1987)
- La filosofia di Novalis (Franco Angeli, 1987)
- Comprensione e creatività. La filosofia di Whitehead (Franco Angeli, 1989)
- Novalis, Polline (Studio Editoriale, 1989)
- Antologia della filosofia cinese (Arnoldo Mondadori Editore, 1991)
- Storia del buddhismo Ch'an (Mondadori, 1992)
- Il canto del derviscio (Mondadori, 1993)
- Il Nyaya Sutra di Gautama (Asram Vidya Edizioni, 1994)
- Antologia del Buddhismo Ch'an (Mondadori, 1995)
- Diario Zen (Rizzoli, 1995)
- I maestri (Mondadori, 1995)
- Haiku (Rizzoli, 1995; nuova ristampa: Al profumo dei pruni. L'armonia e l'incanto degli haiku giapponesi, Rizzoli 2015).
- Realtà e linguaggio dell'inconscio (Borla, 1995)
- Novalis, Enrico di Ofterdingen (Mondadori, 1995)
- Vivere il Taoismo (Mondadori, 1996)
- Il Sufismo (Mondadori, 1996)
- Il bimbo e lo scorpione (Mondadori, 1996)
- La grande dottrina e Il Giusto mezzo (opere confuciane) (Rizzoli, 1996)
- La filosofia indiana (Newton, 1996)
- Buddha (Newton, 1996)
- La via buddhista dell'illuminazione (Mondadori, 1997)
- Del nonsense (Quattroventi, 1997)
- Sun-tzu, L'arte della guerra (Rizzoli, 1997)
- Iniziazione all'autorealizzazione. Un percorso verso la consapevolezza (Edizioni Mediterranee, 1998)
- Chuang-tzu, Il vero libro di Nan-hua (Mondadori, 1998); Zhuangzi (Rizzoli, 2009).
- Poesia cinese dell'epoca T'ang (Rizzoli, 1998)
- La barriera senza porta (Mondadori, 2000)
- La filosofia cinese (Rizzoli, 2000)
- La storia di Rama (Mondadori, 2000)
- Nei-ching, canone di medicina cinese (Mondadori, 2001)
- I-ching (Rizzoli, 2001)
- Samurai (Mondadori, 2002)
- Musashi, Il libro dei cinque anelli (Rizzoli, 2002)
- Kamikaze (Mondadori, 2003) (riedizione: ebook 2014)
- Hagakure, Il codice dei samurai (Rizzoli, 2003)
- La mente allo specchio (Mondadori, 2003)
- Il sogno della farfalla (Pendragon, 2003)
- Il libro della tranquillità (Mondadori, 2004)
- Sun Pin, La strategia militare (Rizzoli, 2004)
- Dogen, Shobogenzo (Mondadori, 2005)
- Tecniche della meditazione taoista (Rizzoli, 2005; poi: Il tao della meditazione, Rizzoli, 2007)
- I 36 stratagemmi (Rizzoli, 2006)
- I guerrieri dello spirito (Mondadori, 2006) (riedizione: ebook, 2014).
- La lanterna e la spada (Piemme, 2007)
- Lo spirito del Giappone (Rizzoli, 2007)
- L'imperatrice e il dragone (Piemme, 2008)
- La pagoda magica e altri racconti per trovare la felicità dentro di sé (Piemme, 2008; poi: Il libro nella felicità, ebook, 2013)
- II pensiero indiano (Mondadori, 2008)
- Orient Pop (Castelvecchi, 2008)
- L'arte della guerra e della strategia (Rizzoli, 2008)
- Il lago incantato (Piemme, 2009)
- L'ordine nero (Piemme, 2009)
- L'innocenza del Tao (Mondadori, 2010; reprint: ebook, 2015)
- Il maestro e lo sciamano (Piemme, 2010)
- Incontri di filosofia. La biblioteca di Babele, vol. I (Città di Ripatransone, 2010).
- Xunzi, L'arte confuciana della guerra (Rizzoli, 2011)
- Confucio (Mondadori, 2011)
- Il coraggio del samurai (Piemme, 2011)
- Nietzsche in Cina (ebook, 2012)
- Incontri di filosofia. La filosofia come conoscenza di sé, vol. II (Città di Ripatransone, 2012).
- Memorie di un funambolo (ebook, 2012)
- Note ai margini del nulla (ebook, 2013)
- Nonsense o il senso della vita (ebook, 2013)
- La durata infinita del non suono (Mimesis, 2013)
- Il pennello e la spada (Mondadori, 2013)
- Introduzione al Sufismo (ebook, 2013).
- Un'ora con Heidegger (Mimesis, 2013).
- Introduzione alla storia del Buddhismo Ch'an (ebook, 2013).
- Il libro della tranquillità (Congronglu) (ebook, 2013).
- L'arte del governo (Huainanzi) (Rizzoli, 2014).
- Heidegger, il Tao e lo Zen (ebook, 2014).
- Il tao del sesso: La storia di Wu Zhao (ebook, 2014).
- La lanterna e la spada (riedizione: ebook, 2014).
- La svastica sul Tibet (ebook, 2014).
- Il libro dei segreti d'amore (ebook, 2014).
- All'ombra del maestro (ebook, 2014).
- Il Tao del non suono (ebook, 2014).
- La filosofia di David Sylvian. Incursioni nel rock postmoderno (Mimesis, 2014).
- Ikkyu poeta zen (ebook, 2014).
- La filosofia di Brian Eno. Filosofia per non musicisti (Mimesis, 2014).
- Novalis come alchimista (ebook, 2014)
- La filosofia di Robert Wyatt. Dadaismo e voce - unlimited (Mimesis, 2014).
- Yogasutra (di Patanjali) (Rizzoli 2014).
- Sun-tzu: l'arte della guerra per conoscersi (ebook, 2014)
- La barriera senza porta (Wu-men kuan) (ebook, 2014).
- La comprensione negata (ebook, 2014).
- Buddha: La via del risveglio (ebook, 2014).
- Nagarjuna: la dottrina della via di mezzo (Zhonglun) (ebook, 2014).
- Il libro rosso di Jung (ebook, 2014).
- La storia di Rama (Ramayana) (nuova edizione: ebook, 2014).
- Sul nudo. Introduzione al Nonsense (Mimesis, 2015).
- Storia del pensiero indiano, vol. I (nuova edizione: ebook, 2015).
- Lacan Zen, L'altra psicoanalisi (Mimesis, 2015).
- Storia del pensiero indiano, vol. II (nuova edizione: ebook, 2015).
- Oltre il nirvana, ebook, 2015.
- L'altro Derrida, ebook, 2015.
- Watt, la cosa e il nulla. L'altro Beckett, ebook, 2015.
- L'altro Wittgenstein, ebook, 2015.
- Nietzsche, lo Zen, Bob Dylan. Un'autobiografia, vol. I, ebook, 2015.
- L'altro Nietzsche, ebook, 2015.
- Una introduzione alla filosofia di John Lennon, ebook, 2015.
- Scelsi: Oltre l'Occidente, Crac Edizioni 2016.
- La corda e il serpente, ebook, 2016.
- Illusioni, ebook, 2016.
- La filosofia di Sakamoto, Il Wabi/Sabi dei colori proibiti, Mimesis 2017.
- La solitudine vissuta, Kindle Edition 2017.
- La Via del risveglio, Manuale di meditazione, Milano, Rizzoli 2017.
- El maestro y el cháman, Mu Machine Collection 2023.
- La non filosofia, Kindle Edition 2023

## En Inglés
- Nonsense as the Meaning, ebook, 2012.
- Nietzsche in China in the 20th Century, ebook, 2012.
- The Shadows of the Masters, ebook, 2013.
- An Introduction to Sufism, ebook, 2013.
- The Dervish, ebook, 2013.
- Cage Nagarjuna Wittgenstein, ebook, 2014.
- Nosound, ebook, 2014.
- The Red Book of Jung, ebook, 2014.
- Illusions, ebook, 2014.
- The Book On Happiness, ebook 2015.
- On Nudity. An Introduction to Nonsense, Mimesis International 2015.
- David Sylvian As A Philosopher, Mimesis International 2016.

## En Español
- El canto del derviche. Las parábolas de la sabiduría Sufi, Grijalbo, Barcelona, 1997.
- El maestro y el cháman, Mu Machine Collection 2023.